# Longhorn Network
A Longhorn Network (LHN) é um canal americano considerado uma RSN (regional sports network) operada como um empreendimento conjunto pela Universidade do Texas em Austin, ESPN e o Learfield IMG College. O sinal é produzido em si pela ESPN, e foi lançado no dia 26 de Agosto de 2011. O foco das transmissões ao vivo e programas é na divisão esportiva da universidade, isto é, os Texas Longhorns.
O nome e logo do canal foram revelados durante a estreia da temporada de 2011 do futebol americano universitário. No catálogo, mais de 20 esportes diferentes que envolvem os Longhorns, programas originais sobre a história da universidade e de seu departamento esportivo e reprises de momentos marcantes para seus atletas.

## Exibição
A primeira "operadora" de TV a Cabo a disponibilizar o sinal da Longhorn Network foi o serviço de fibra óptica da Verizon FiOS. A primeira exibição ocorreu em Agosto de 2011. A partir de Setembro, operadoras de TV regionais (do estado do Texas) começaram a disponibilizar o canal para seus assinantes. Entre elas a Consolidated Communications, Bay City Cablevision, Mid-Coast Cablevision, Texas Mid-Gulf Cablevision, En-Touch Systems, E-Tex Communications e Grande Communications. Um ano depois, a U-verse TV (serviço da DirecTV), chegou a um acordo para poder exibir o sinal do canal na operadora.
Atualmente, a única operadora de nível nacional que não tem a LHN em seu pacote de canais é a Comcast. Não se sabe o motivo nem o status da negociação entra a operadora e os executivos que tomam conta do canal. 

### Contratos para a transmissão do sinal da LHN

#### 2012
No dia 4 de Outubro de 2012, a Cablevision começou a exibir o sinal da Longhorn Network para seus consumidores da região oeste dos Estados Unidos. Por ser uma empresa nova iorquina, era esperado que a Cablevision incluisse também outros estados americanos no contrato, mas isso acabou não acontecendo.  Dois meses depois, a COX Communications anunciou que seus consumidores em Arkansas, Kansas, Louisiana e Oklahoma receberiam o sinal da LHN. No último dia de 2012, a Charter Communications anunciou que a Longhorn Network iria fazer parte do seu novo contrato de exibição com a ESPN e a The Walt Disney Company. A Charter já iria englobar os serviços da Cablevision na região Oeste dos Estados Unidos em 2013, fazendo com que o canal permanecesse na linha de programação dos aparelhos de qualquer maneira.

#### 2013
Em Agosto de 2013 a Time Warner Cable anunciou que disponibilizaria o canal para todos os assinantes localizados no estado do Texas.

#### 2014
Em Março de 2014, a The Walt Disney Company e a Dish Network anunciaram um contrato para a exibição da LHN para todos os consumidores da operadora, independentemente do estado. Em Maio, o canal foi disponibilizado via satélite.
A DirecTV também anunciou um novo contrato com a Disney, fazendo com que a Longhorn Network entrasse na sua lista de canais a partir de Janeiro do ano seguinte.

#### 2015
Em Janeiro, a Longhorn Network foi ao ar na DirecTV para consumidores que se localizavam no Sudoeste dos Estados Unidos por meio o pacote Choice. Para o resto dos americanos, o canal foi disponibilizado no pacote Sports Pack.

#### 2017
Em Maio de 2017, a DirecTV Stream reduziu a área de cobertura da Longhorn Network apenas para estados da Big 12. O sinal satélite da DirecTV continuou distribuindo o canal para todo o país.

### Online
Apesar de ter sua presença na internet 100% controlada pela ESPN, o canal só está disponível para exibição na internet (em sites/serviços independentes da operadora) para consumidores cuja operadora tem o sinal da LHN ou estão localizados em um dos estados da Big 12.

## Programação

### Programas Originais
- Longhorn Extra: This Week - Programa semanal que traz notícias de todos os 20 times de esporte da universidade
- Rewind with Tom Herman - Programa exibido nas segundas-feiras no qual o técnico de futebol americano Tom Herman analisa o jogo de Sábado do futebol universitário. (somente transmitido durante a temporada do college football)
- Texas All Access - Programa semanal que mostra os bastidores dos eventos esportivos da UT Austin. Focado no futebol americano durante a temporada do college football.
- Game Plan with Tom Herman - Programa exibido as quintas-feiras com apresentação do técnico de futebol americano Tom Herman. Discute a partida seguinte do time de futebol da universidade. (somente transmitido durante a temporada do college football)
- Texas GameDay - Um programa de duas horas focado 100% na partida seguinte do futebol americano da UT Austin. Exibido na manhã dos Sábados, faz uma prévia do adversário, conta com análises de especialistas e "aquece" os torcedores nas partidas em que a universidade é mandante no Darrell K Royal-Texas Memorial Stadium. Formato similar ao do College GameDay. (somente transmitido durante a temporada do college football)
- Texas GameDay Final - Um programa pós-jogo com duração de 90 minutos discutindo todos os lances da partida de futebol americano da UT Austin. Formato similar ao College Football Final. (somente transmitido durante a temporada do college football)
- Longhorn Legends - Um programa de bate-papo com o técnico de futebol americano Mack Brown e uma seleção de ex-jogadores.
- The Season: 2005 Texas Longhorns - Uma série de programas especiais sobre a temporada de 2005 do futebol americano da Universidade do Texas, quando o time conquistou seu 4º título nacional.
- Texas' Greatest Games - Uma série de reprises especiais sobre aqueles que são considerados os melhores jogos da história do programa de futebol americano da universidade.
- Texas' Greatest Athletes - Uma série de programas especiais sobre aqueles que são considerados os melhores atletas da história da Universidade do Texas.
- Traditions - Programa sobre a criação de todas as tradições da UT Austin.

### Esportes
O primeiro evento da história a ser transmitido pelo canal foi o primeiro jogo da temporada de 2011 do time feminino de vôlei da Universidade do Texas. Já o primeiro jogo de futebol americano foi transmitido em Setembro de 2011, quando o time da universidade enfrentou o Rice Owls. Desde então, a Longhorn Network expandiu cada vez mais sua cobertura dos esportes da UT. Ainda em 2011, o canal transmitiu 5 jogos do time "irmão" da Universidade do Texas, San Antonio.
A maioria dos eventos transmitidos ao vivo tem suas exibições produzidas pelo departamento de operações da Longhorn Network. Aproximadamente 200 eventos são transmitidos por temporada da NCAA.
Em 2015, a Longhorn Network realizou uma transmissão especial do Aberto Britânico de Golfe, focando no ex-aluno da UT Austin, Jordan Spieth.
Em Fevereiro de 2018, o canal transmitiu jogos de softball realizados no McCombs Field, campo da UT. Independentemente do time, a partida era transmitida pela LHN, inclusive permitindo espaço a outros times que não eram os Longhorns.

## Controvérsias

### Futebol Americano do Ensino Médio
Desde o primeiro anúncio da criação da Longhorn Network, a ESPN comunicou que tinha o desejo de transmitir ao menos 18 jogos de futebol americano de colégios do Ensino Médio da região. 
A ideia foi mal-vista por muitas universidades da Big 12, especialmente a Texas A&M, que alegou que as transmissões caracterizavam possíveis violações da regra de recrutamento da NCAA. A discussão foi apontada como uma das causas da saída da A&M da Big 12 em 2012. Durante uma reunião com os diretores esportivos da Big 12 em Agosto de 2011, foi decidido que as transmissões não deveriam ser feitas pelo menos até 2012, quando a NCAA iria decidir algo definitivo sobre o assunto. No ano seguinte, a NCAA anunciou que nenhum canal afiliado a qualquer universidade ou conferência seria autorizado a transmitir partidas do futebol americano do ensino médio, encerrando o assunto de uma vez por todas.

### Transmissão das partidas da Big 12
Em adição a um jogo fora-de-conferência (UT Austin contra um time fora da Big 12), a ESPN tinha a intenção de transmitir um jogo entre Texas e um time da Big 12 exclusivamente na Longhorn Network. Na mesma reunião que discutiu sobre a transmissão do futebol americano do ensino médio na LHN, foi decidido que um jogo "dentro da conferência" (Texas vs. Time da Big 12) poderia ser transmitido no canal, desde que o time adversário de Texas autorizasse a exclusividade da LHN. Rumores apontam que a ESPN pediu a permissão da Texas Tech para transmitir a partida entre os Longhorns e os Raiders da Tech. A ESPN argumentou dizendo que o jogo já não seria transmitido em nenhum outro canal, pois era considerado de "nível baixo-médio", sendo assim, a "única opção" seria transmitir na Longhorn Network. Em retorno, o canal da Disney prometeu transmitir dois jogos fora-de-conferência durante as próximas quatro temporadas (para evitar o problema novamente), 5 milhões de dólares em dinheiro e ajuda dos executivos da emissora para criar uma "série"  para Texas Tech contra um dos melhores times do país. A universidade rejeitou a oferta, enviando uma nota do reitor Kent Hance dizendo que ele "não queria que um torcedor da Tech tivesse a obrigação de contribuir financeiramente a um canal dos Longhorns". A ESPN então tentou contato com Oklahoma State mas não teve sucesso. A direção esportiva da Universidade do Texas enfim anunciou que os Jayhawks da Universidade do Kansas haviam aceitado a proposta. Ainda sim, houve suspeita de que a universidade não era 100% a favor da decisão, mas que foi feita pois a IMG College (uma das três proprietárias da LHN) também é a negociadora dos direitos de transmissão dos Jayhawks no "terceiro nível". O jogo foi transmitido no dia 29 de Outubro de 2011 na Longhorn Network para todo o país e na TV aberta, somente para o estado do Kansas. A ESPN tentou novamente no ano seguinte transmitir Texas contra Texas Tech exclusivamente na LHN. No entanto, a Tech ameaçou não jogar o confronto e fazer uma temporada com apenas 11 jogos. O jogo então foi transmitido normalmente em um dos canais da ESPN.
Em Novembro de 2012, a ESPN "emprestou" um feed alternativo da partida entre Texas e Iowa State para afiliadas da ABC (canal "irmão" da ESPN) localizadas em Iowa. A partida seria somente transmitida na LHN e por consideração aos torcedores de Iowa State, a transmissão foi realizada na TV aberta local. O mesmo foi feito em Setembro de 2013 em uma partida entre Texas e Ole Miss para o estado de Mississippi.

### Potencial conflito de interesses
Torcedores, jornalistas e o público em geral expressaram uma certa preocupação com a participação direta da ESPN na produção e criação da Longhorn Network, imaginando um possível conflito de interesses. O medo é de que o envolvimento da ESPN com o canal cause uma falta de ética jornalística em seus programas e transmissões, pois a ESPN tem interesse financeiro no sucesso dos times atléticos da Universidade do Texas. O colunista Richard Deitsch da Sports Illustrated escreveu: "A existência desse canal cria uma situação desconfortável para a ESPN e principalmente os produtores e apresentadores do college football na emissora. Em todas as transmissões e reportagens sobre Texas e seus adversários, os telespectadores irão suspeitar um favorecimento a universidade de Austin."
Outras críticas foram direcionadas ao fato de que o canal "libera" a Universidade do Texas a "retirar" apresentadores e narradores dos programas e transmissões se achar que os mesmos "não refletem a qualidade e a reputação da UT". A assesoria de imprensa da ESPN comentou sobre o assunto relatando que "Isso não é comum em nenhum de nossos contratos e aconteceu por que o canal é algo novo e único. Os contratos não liberam a demissão aleatória de qualquer apresentador ou narrador, a cláusula está lá em caso de comentários inapropriados ou ações fora do código de ética da empresa".